# Anochetus oriens
Anochetus oriens é uma espécie de formiga do gênero Anochetus, pertencente à subfamília Ponerinae.